# Xystrocera curvipes
Xystrocera curvipes är en skalbaggsart som beskrevs av Stefan von Breuning 1957. Xystrocera curvipes ingår i släktet Xystrocera och familjen långhorningar.
Artens utbredningsområde är:
- Ghana.
- Togo.

Inga underarter finns listade i Catalogue of Life.